# Круизни кораби тип „Оазис“
Oasis (Оазис) – тип круизни океански съдове, едни от най-големите кораби в света, наречен на името на главния кораб на серията: Oasis of the Seas (предишното поколение са – круизните съдове тип Freedom). В експлоатация са два съда от дадения тип: Oasis of the Seas (Оазис-1) – в експлоатация от 30 ноември 2009 г. и Allure of the Seas (Оазис-2) – в експлоатация от 29 ноември 2010 г. Третия съд: Harmony of the Seas (Оазис-3) е изведен от сухия док и пуснат на вода на 19 юни 2015 г. Планирана дата за влизане в строй – пролетта на 2016 г. Съда, чийто проектни показатели са 227,7 хил. бруто-тона, 362,15 метра дължина и 66 метра ширина ще бъде най-големия пътнически лайнер в света. Четвъртия съд от типа Oasis се стои (към лятотото на 2015 года).
Всеки един от съдовете, от този тип кораби, може да побере едновременно повече от шест хиляди пътника и по този параметър превишава капацитета на предишния тип с около 40%. Строителството на съда е ориентировъчно 1,1 млрд. $. Оператор на корабите е круизната компания Royal Caribbean International, Маями, Флорида (САЩ).

## Строителство
Първите два кораба от този тип са постороени на стапелите в Турку, Финландия.
Колектива на инженерите получава награда за решаване на проблема с вибрациите – нивото на всички шумове на кораба е в пъти по-малко, отколкото на предшествениците им. Лайнера се движи с три двигателни установки тип Azipod, на фирмата ABB. Диаметъра на техните пет-лопастни винтове е 6,1 m, двигателите се въртят независимо един от друг на 360°. В кила на носовата част има четири малки винта, за маневриране в пристанища. Благодарение на това съда може да се върти на място.
За съдовете в Русия се произвеждат гребните винтове.
Производител е „Балтийския завод“.
Предприятието е завършило производството на първия винт през април 2008 г.
Третия съд: Harmony of the Seas се строи от корабостроителницата STX France във френския Сен Назер.